# Präsidentschaftswahl in Aserbaidschan 2018
Die Präsidentschaftswahl in Aserbaidschan 2018 fand am 11. April statt. Ursprünglich war die Wahl für den 17. Oktober geplant, wurde aber am 5. Februar 2018 um sechs Monate vorgezogen.
Nach dem Verfassungsreferendum am 26. September 2016 wird der Präsident der Republik Aserbaidschan direkt für eine Amtszeit von sieben Jahren gewählt.
Wahlsieger wurde mit 86,02 % der Stimmen der amtierende Präsident İlham Əliyev.

## Wahlverlauf
Die Wahl fand am Mittwoch, dem 11. April 2018, statt, der für arbeitsfrei erklärt wurde. 5,3 Millionen Menschen waren wahlberechtigt. Das Zentrale Wahlkomitee Aserbaidschan gab an, dass die Präsidentschaftswahl 2018 in 5.641 Wahllokalen in 125 Wahlkreisen abgehalten wurde. Acht Personen wurden als Präsidentschaftskandidaten registriert. Die Präsidentschaftswahl 2018 wurde von 894 Wahlbeobachtern begleitet. In den Wahllokalen waren Beobachter der verschiedenen Kandidaten und ihrer Parteien anwesend.
Die Organisation für Sicherheit und Zusammenarbeit in Europa (OSZE) schickte rund 280 Wahlbeobachter in das Land, welche zahlreiche schwerwiegende Unregelmäßigkeiten feststellten.
Nach Angaben der Opposition wurden „alle bisherigen Wahlen in Aserbaidschan gefälscht und unter eklatanten Verletzungen des Wahlrechts abgehalten“.

## Wahlergebnis
| Kandidaten        | Kandidaten          | Parteien                                | Stimmen   | %    |
| ----------------- | ------------------- | --------------------------------------- | --------- | ---- |
|                   | İlham Əliyev        | Yeni Azərbaycan Partiyası               | 3.394.898 | 86,0 |
|                   | Zahid Oruj          | Parteilos                               | 122.956   | 3,1  |
|                   | Sərdar Məmmədov     | Azərbaycan Demokrat Partiyası           | 119.621   | 3,0  |
|                   | Qüdrət Həsənquliyev | Bütöv Azərbaycan Xalq Cəbhəsi Partiyası | 119.311   | 3,0  |
|                   | Hafiz Hajiyev       | Müasir Müsavat Partiyası                | 59.924    | 1,5  |
|                   | Araz Əlizadə        | Azərbaycan Sosial-Demokrat Partiyası    | 54.533    | 1,4  |
|                   | Fərəc Quliyev       | Milli Dirçəliş Hərəkatı Partiyası       | 45.967    | 1,2  |
|                   | Razi Nurullayev     | Parteilos                               | 29.229    | 0,7  |
| Gesamt            | Gesamt              | Gesamt                                  | 3.946.439 | 100  |
|                   |                     |                                         |           |      |
| Ungültige Stimmen | Ungültige Stimmen   | Ungültige Stimmen                       | 12.413    | 0,3  |
| Wähler            | Wähler              | Wähler                                  | 3.958.852 | 74,2 |
| Wahlberechtigte   | Wahlberechtigte     | Wahlberechtigte                         | 5.332.817 |      |
|                   |                     |                                         |           |      |
| Quelle:           |                     |                                         |           |      |